# Мы, русский народ
«Мы, ру́сский наро́д» — советский двухсерийный фильм 1965 года режиссёра Веры Строевой по одноимённому фильму-роману Всеволода Вишневского о событиях, происходивших в отдельно взятом полку Русской императорской армии в 1917 году.
Киноэпопею по опубликованному в 1937 году роману хотел ставить Сергей Эйзенштейн, сценарную разработку начинал Ефим Дзиган, но работы были остановлены руководством «Мосфильма» в 1938 году.

## Сюжет
Воссоздав в романе-фильме «Мы, русский народ» историю Петровского полка с конца 1916 года до начала 1918-го, Вишневский как бы показал историю русского народа, прошедшего трудный путь от империалистической войны к войне гражданской, от бесправия и гнёта к революции и свободе
Январь 1917 года. Западный фронт Первой мировой войны. Осклизлые траншеи, колючая проволока заграждений, взметаемая взрывами снарядов земля. В один из полков русской армии прибывает солдат — посланный партией большевиков рабочий Яков Орёл. Он ведёт агитацию среди бойцов, говоря, что рабочие и крестьяне России, загнанные царским правительством в окопы, вынуждены защищать чуждые им интересы царя, помещиков и эксплуататоров-капиталистов. Орлу удаётся привлечь к себе множество сторонников. Офицеры царской армии за организацию бунта полевым судом приговаривают Орла к казни, но солдаты не дают расстрелять агитатора, и в этот момент приходит сообщение об отречении Николая II от престола.

### Реальная основа
Фильм-роман Всеволода Вишневского отчасти автобиографичен и практически воссоздаёт историю Петровского полка в период с конца 1916 по начало 1918 годов.
Как отметил Всеволод Азарров — «в героях мы часто угадываем фронтовых товарищей Вишневского, разведчиков», и позже в 1948 году писатель подробнее рассказал о тех событиях и своём участии в переходе полка «направо» летом 1917 года.

Материал я знаю глубочайше: это Северо-Запад, где я отвоевал 1914—1917 годы, это Петроград, в котором я вырос, это полк, где я служил, — один из старых гвардейских полков. Там я хлебнул горькую долю русского солдата, там я познал и полюбил свой народ, там — в солдатской среде — я впервые узнал большевиков.
Я хотел сделать большой фильм, который мог бы рассказать о России, о нашем великом героическом революционном духе, о наших особенностях, свойствах и т. д.
…на этом западно-русском плацдарме решались и будут решаться столкновения наши с капиталистическим миром. Героизм — это естественное состояние нашего народа, вся история которого заключается в том, что он непрерывно, второе тысячелетие, борется с теми или иными противниками и большей частью побеждает. Мне хотелось написать сценарий о сути русского народа: что это за народ, как он борется, его реальные возможности, его черты, его дух.
— Всеволод Вишневский

## В ролях
В главных ролях
- Дмитрий Смирнов — Яков Орёл
- Николай Гринько — Иван Чертомлык
- Иван Савкин — Иван Васильев
- Валентин Гафт — Боер
- Геннадий Некрасов — Ермолай Тимофеев
- Владимир Трещалов — Алексей Медведев
- Александр Орлов — Ванятка

В эпизодах
- Николай Погодин — весёлый гармонист
- Фёдор Гладков — Фёдоров
- Анатолий Шаляпин — Гришка Фёдоров
- Иван Бондарь — Никифор Анипка
- Сергей Юртайкин — Мордвин
- Дмитрий Миргородский — Головачёв
- Юрий Гребенщиков — Сергей Иванович Илюхин
- Ёла Санько — Боевая
- Михаил Болдуман — полковник Бутурлин
- Юрий Дубровин — Вятский
- Станислав Чекан — фельдфебель Варварин
- Андрей Юренев — поручик
- Елена Санько — Марья
- Алексей Бахарь — Вася, солдат, умерший от ран
- Станислав Коренев — новобранец из Пензы
- Николай Сибейкин — несознательный солдат
- Юрий Киреев — солдат
- Анатолий Устюжанинов — солдат
- Иван Турченков — солдат
- Валентин Брылеев — солдат-телеграфист
- Майя Булгакова — мать
- Александра Данилова — провожающая
- Инна Фёдорова — крестьянка
- Вера Кулакова — крестьянка
- Елена Вольская — крестьянка
- Георгий Светлани — инвалид
- Леонид Пирогов — священник

## Литературная основа
Особенно сложной оказалась судьба сценария «Мы, русский народ». Вещь была во многом новаторской. Ведь сценариев романов тогда никто ещё не писал. Его нельзя было вместить в одну ленту. В сущности, фильм был бы многосерийным, а до этого нашему кино предстоял еще долгий путь.— «Октябрь», №[какой?] 1980
Фильм-роман Всеволода Вишневского был опубликован в ноябре 1937 года в журнале «Знамя» № 11 и в 1938 году выпущен отдельным изданием в «Роман-газете». Сразу же был опубликован в переводе на французский язык журналом «Интернациональная литература», к этой публикации под заголовком «Эпос в советском фильме» предисловие предпослал Сергей Эйзенштейн:

«Мы, русский народ» — не только радость мощного произведения — это ещё победа принципа теоретической мысли, рождение самостоятельного, оригинального, классово-национального стиля и своего метода. Подобно ему пока не построено ни одно произведение. Мне оно кажется растущим концентрическими кругами. Внутри один, два, три, четыре образца такой полноты, очерченности и рельефности, неожиданности поворотов и всестороннего освещения, каких не знало до сих пор наше сценарное искусство, — это герои «первого ряда». На шаг от них второй ряд. Столь же характерные, живые люди. Но скупее черты. Меньше нагрузка деталей и красок. Третий круг. Рисунок ещё более облегчён. Дальше — больше.— Сергей Эйзенштейн, режиссёр
Эйзештейн в письме Шумяцкому от 16 апреля 1937 года предложил снять фильм по произведению Вишневского, Вишневский также обращался в Культпрос ЦК ВКП(б) с просьбой предоставить право экранизации Эйзенштейну, но в апреле 1937 года работу над фильмом поручили режиссёру Ефиму Дзигану. Ранее писавший Вишневскому — «Сделаем фильмище!», Эзенштейн  остро переживал, называя это ударом, однако Дзиган не смог продвинуться в работе — между ним и писателем возник конфликт по поводу переработки литературного сценария в режиссёрский: Вишневский обвинял Дзигана в попытке присвоить соавторство и гонорар. Шумяцкий направил письмо Вишневскому, но оно осталось без ответа.
Критическая дискуссия одновременно развернулась по роману-фильму, начало положила статья В. О. Перцова «Эпос и характер» в «Литературной газете» (6 января 1938). На обсуждении сценария во Государственном институте кинематографии писатель дал развёрнутый ответ на критику, однако на студии «Мосфильм» приняли решение отказаться от постановки.
При этом, кроме критики, роман-фильм получил и высокие оценки, так Ромен Ролан в письме-отзыве на публикацию фильма-романа на французском языке писал:

«Мы, русский народ» — новый тон в современной советской литературе. тон радостного героизма, непобедимого оптимизма. Это искусство ещё несколько молодое, еще немного незрелое, не без некоторой угловатости. Но ценность его в радостном порыве художественной молодости.
А Владимир Немирович-Данченко сделал для себя запись о рукописи романа-фильма, где указывая на ряд недостатков, писал:

Рукопись предназначена для фильма. Насколько я могу в этом разбираться, налицо серьёзные достоинства: строгость, монументальность композиции при ясной и выдержанной динамической линии — история одного полка; большой темперамент, руководимый мыслью, а не растрёпанными нервами; простота без вульгарности…. Автор, несомненно, владеет тем классическим юмором, теми традиционными красками героизма, которые являются характерными чертами гения русской нации. Для популяризации идеи этого, может быть, и достаточно, но при требованиях более глубоких, художественных ждешь и более самобытных красок. Нужны очень крупное мастерство и творчество актёров, чтобы не впасть в «патриотический» шаблон. Но средним, даже хорошим актёрам, боюсь, не избежать соблазна к легкому успеху. Может быть, я ошибаюсь?.— из заметки 17 октября 1937

## Критика
Критикой отмечалось, что режиссёр Вера Строева, хоть и отчасти, но смогла воплотить то, что увидел и хотел реализовать Сергей Эйзенштейн:

Строева сделала точный выбор. Она взялась воплотить на экране роман Всеволода Вишневского «Мы, русский народ», написанный еще в 1937 году, предназначенный именно для кино.
Глядя на экран, я дивился размаху батальных сцен; искусству управления многотысячной массовкой, которое, кроме шуток, сродни полководческому искусству; ошеломительным эффектам пиротехники; достоверности реквизита и костюмов, — и со всем этим управилась маленькая женщина.— Александр Рекемчук
Однако журнал «Искусство кино» писал, что фильм вместил в себя слишком много и оказался перегруженным, была отмечена сложность экранизации фильма-романа:

Фильм этот чрезвычайно агрессивен по отношению к зрителю. Агрессивен от первого до последнего кадра на протяжении двух обширных серий, переполненных боями, пальбой, криками, стихийным движением масс. Он бурно изобразителен, демонстративно, картинно эмоционален. Он весь «спет» на самой высокой ноте. Он беспрерывно и возбужденно наступает на вас, оглушает, стараясь повести за собой. … Почему фильм, оставаясь в общем верным замыслу Вишневского, не захватывает, не потрясает зрителей в такой степени, как хотели бы авторы? Почему не делает зрителей полностью соучастниками действия? … Мне кажется, что, во-первых, в фильме затронуто непомерно много тем, которые развиваются словно бы параллельно и не сконцентрированы, не слиты в единый драматический узел. Но нелепо от кого бы то ни было требовать буквального повторения художнического видения Вишневского. Это бессмысленно и в искусстве просто невозможно. Вера Строева безусловно имела право на свое прочтение Вишневского.— «Искусство кино», №[какой?] 1966